# Payena grandistipula
Payena grandistipula là một loài thực vật có hoa trong họ Hồng xiêm. Loài này được J.T.Pereira mô tả khoa học đầu tiên năm 1997.